# Dlamini-ház
A Dlamini-ház a Szváziföldi királyság uralkodóháza. III. Mswati, mint Szváziföld (Eswatini) királya, a Dlamini-ház jelenlegi feje. A szvázi királyok címe a ngwenyama, és az anyakirálynővel (Indlovukati) együtt uralkodnak. A szvázi királyok, más nguni népekhez hasonlóan, többnejűséget gyakorolnak, így sok feleségük és gyermekük van.

## Rövid bemutatás
A Dlamini-dinasztia egy I. Dlamini (más néven Matalatala) nevű törzsfőnökre vezethető vissza, aki állítólag a szvázi néppel vándorolt Kelet-Afrikából Tanzánián és Mozambikon keresztül. III. Ngvane-t a modern Eswatini első királyának tartják, aki 1745 és 1780 között uralkodott. A Dlamini-dinasztia korai éveiben az embereket és az országot, ahol laktak, Ngvane-nak hívták, III. Ngvane után.
A 19. század elején a Dlamini-uralom központja Eswatini középső részére, az Ezulvini-völgybe helyeződött át. Ez I. Sobhuza uralkodása alatt történt. Az ország déli részén (a mai Shiselveni) a Ngvane (Szváziföld) és az Ndvandve (egy másik törzsi királyság) közötti feszültségek fegyveres konfliktushoz vezettek. Sobhuza a királyi fővárost Zombodzébe helyezte át. Ennek során az ország korábbi lakosai közül sokat meghódított. Később Sobhuza sikeresen el tudta kerülni a konfliktust az erős zulu királysággal, amely ekkoriban a Pongola folyótól délre helyezkedett el. A Dlamini-dinasztia egyre erősödött, és ez idő alatt egy nagy ország felett uralkodott, amely a mai Szváziföld egész területét felölelte.

## A királyi család

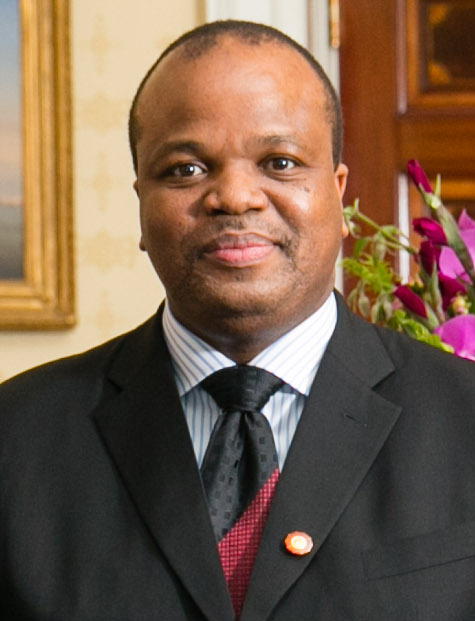
III. Mswati, Eswatini jelenlegi királya

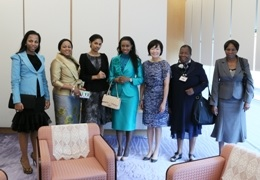
A király néhány felesége 2013-ban találkozott az akkori japán miniszterelnök feleségével

A királyi családhoz tartozik a király, az anyakirálynő, a király feleségei (emakhosikati), a király gyermekei, valamint a király testvérei, féltestvérei és családjaik. A többnejűség gyakorlata miatt meglehetősen nagy azoknak a száma, akiket a királyi család tagjainak lehet tekinteni. Például III. Mswati királynak a feltételezések szerint több mint 200 testvére van.
A királyi család tagjai, beleértve magát a királyt is, mind belső, mind nemzetközi vitákat váltottak ki. A királyt és udvarát kritizálták pazarló költekezésük miatt egy olyan országban, ahol nagy a génszeység. A beszámolók szerint a király számos felesége és gyermeke "a [nemzeti] költségvetés hatalmas részét emészti fel"  és hogy "a királyi család a jelek szerint a saját világában él, amelyet egyáltalán nem érintenek az ország küzdelmei".
A király testvérei közé tartozik Mantfombi Dlamini, a zuluk királynője, egyik sógora Zenani Mandela-Dlamini hercegnő, a dél-afrikai Mvezo Mandela törzsfőnöki családjának tagja.
A királyi család több tagja külföldön tanult: III. Mswati király több évet töltött az angliai Dorsetben található Sherborne főiskolán, legidősebb lánya, Inkhosatana Sikhanyiso Dlamini pedig a hertfordshire-i St Edmund's College-ban, Ware-ben, valamint a kaliforniai Biola Egyetemen tanult.
A királyi család jelenlegi hivatalos rezidenciája a Lobambában található Ludzindzini-palota; más királyi paloták is léteznek az anyakirálynő hitvesei számára. Kritika érte „pazarló” költekezési szokásai miatt.

## Fordítás
Ez a szócikk részben vagy egészben  a   House of Dlamini című angol Wikipédia-szócikk ezen változatának fordításán alapul.  Az eredeti cikk szerkesztőit annak laptörténete sorolja fel. Ez a jelzés csupán a megfogalmazás eredetét és a szerzői jogokat jelzi, nem szolgál a cikkben szereplő információk forrásmegjelöléseként.